# Sean Yates
Sean Yates (ur. 18 maja 1960 w Ewell) - były brytyjski kolarz szosowy, obecnie dyrektor sportowy grupy UCI ProTour Sky Procycling.

## Najważniejsze zwycięstwa i sukcesy
- 1982
  - 1. miejsce na 4. etapie Circuit de la Sarthe
- 1984
  - 1. miejsce na prologu wyścigu Cztery Dni Dunkierki
- 1987
  - 1. miejsce w GP de Cannes
  - 1. miejsce na 3. etapie Tour of Irleand
- 1988
  - 1. miejsce na 5. etapie GP du Midi-Libere
  - 1. miejsce na 1. etapie Paryż-Nicea
  - 1. miejsce na 6. etapie Tour de France
  - 1. miejsce na 12. etapie Vuelta a España
- 1989
  - 2. miejsce w Gandawa-Wevelgem
  - 1. miejsce w Tour de Belgique
  - 1. miejsce w GP Eddy Merckx
- 1991
  - 1. miejsce na 5. etapie Dauphiné Libéré
  - 1. miejsce na 4. etapie Tour of Irleand
- 1992
  - Mistrzostwo Wielkiej Brytanii w wyścigu ze startu wspólnego
- 1994
  - 1 dzień w maillot jaune podczas Tour de France